# Noemi (artist)
Veronica Scopelliti, född 25 januari 1982 i Rom, mer känd under sitt artistnamn Noemi, är en italiensk sångerska.

## Karriär
Noemi blev känd år 2009 för sitt deltagande i den andra säsongen av den italienska versionen av The X Factor. Hennes debutsingel "Briciole" släpptes den 10 april 2009 och nådde andra plats på den italienska singellistan. Singeln certifierades guld. Hennes självbetitlade EP som släpptes två veckor senare, den 24 april, certifierades även den guld för 50 000 sålda exemplar. Mellan den 15 maj och 29 augusti 2009 åkte hon på turné över hela Italien för att främja sin EP. 
Den 2 oktober släppte hon sitt debutalbum Sulla mia pelle. Den första singeln från albumet var "L'amore si odia", en duett med Fiorella Mannoia. Singeln blev hennes första att toppa den italienska singellistan vilket den gjorde de 2 första av de 18 veckorna den spenderade på listan. Hon främjade albumet genom att turnera genom Italien mellan den 23 oktober 2009 och den 16 januari 2010. Den 19 februari 2010 släpptes Sulla mia pelle (Deluxe Edition). Mellan den 15 april och 2 oktober 2010 gjorde hon flera konserter i Italien och Slovenien för att främja den nya versionen av sitt första album. Hon deltog i den sextionde upplagan av San Remo-festivalen där hon framförde låten "Per tutta la vita" som blev hennes tredje singel. Den blev hennes andra singel att toppa den italienska singellistan vilket även betydde att alla av hennes tre första singlar legat antingen etta eller tvåa på listan. 
Hennes fjärde singel "Vertigini" släpptes den 7 maj 2010. Den 24 maj tog hon emot tre Wind Music Awards för den lyckade försäljningen av singlarna "L'amore si odia" och "Per tutta la vita", samt albumet Sulla mia pelle. Den 28 januari 2011 släppte hon sitt tredje studioalbum RossoNoemi. Albumets första singel "Vuoto a perdere" nådde sjätte plats på den italienska singellistna där den stannade i 8 veckor. Vid 2011 års Wind Music Awards den 27 maj tog hon emot ytterligare två priser för hög försäljning av båda sina första album. De två versionerna av Sulla mia pelle har sålt fler än 140 000 exemplar medan RossoNoemi har sålt fler än 55 000. Den 6 maj släpptes singeln "Odio tutti i cantanti" och den 16 september släpptes singeln "Poi inventi il modo".

## Diskografi

### Studioalbum
- 2009 – Sulla mia pelle
- 2010 – Sulla mia pelle (Deluxe Edition)
- 2011 – RossoNoemi
- 2012 – RossoNoemi - 2012 Edition

### EP
- 2009 – Noemi

### Singlar
- 2009 – Briciole
- 2009 – L'amore si odia (med Fiorella Mannoia)
- 2010 – Per tutta la vita
- 2010 – Vertigini
- 2011 – Vuoto a perdere
- 2011 – Odio tutti i cantanti
- 2011 – Poi inventi il modo
- 2012 – Sono solo parole
- 2012 – La promessa (med Stadio)
- 2012 – In un giorno qualunque